# Leineschaf
Das Leineschaf ist eine deutsche Hausschafrasse. Ursprünglich gehörte es eher zu den Landschafrassen. Durch die Umzucht der verwandten Leineschafe neuen Typs wird es heute als Fleischschaf geführt.
Beheimatet ist es im Ursprungsgebiet in Südniedersachsen, Westthüringen und Nordhessen im Eichsfeld. Ursprüngliche Verbreitung war bis in den Hildesheimer Raum vorhanden. Nach dem Zweiten Weltkrieg wurde es aber durch die Umzucht auf die Leineschafe neuer Zuchtrichtung in der alten Bundesrepublik Deutschland verdrängt. Die Umzucht fand durch die Kreuzung mit Texel und Ostfriesischem Milchschaf statt. 
Der heutige Bestand an Herdbuchtieren gilt mit 4000 Tieren im Jahr 2018 als nicht mehr so gefährdet wie im Jahr 2013 mit 600 Tieren. Das Leineschaf wurde von der Gesellschaft zur Erhaltung alter und gefährdeter Haustierrassen (GEH) zur „Gefährdeten Nutztierrasse des Jahres“ 2013 erklärt.

## Gewicht
- Böcke:   80–100 kg
- Mutterschafe: 60–75 kg

## Quelle
- Seite mit weiterführenden Informationen
- Nähere Beschreibung  (PDF; 588 kB)